# Leopold 4. af Anhalt
Leopold 4. (1. oktober 1794 – 22. maj 1871) var en tysk fyrste, der tilhørte Huset Askanien og regerede i flere mindre områder i det centrale Tyskland. 
Fra 1817 til 1853 var han hertug af hertugdømmet Anhalt-Dessau og fra 1847 til 1853 tillige hertug af hertugdømmet Anhalt-Köthen. Fra 1853 til 1863 var han hertug af det forenede hertugdømme Anhalt-Dessau-Köthen, og fra 1863 var han den første hertug af det forenede hertugdømme Anhalt.

## Biografi

### Tidlige liv
Leopold blev født den 1. oktober 1794 i Dessau i Anhalt. Hans far var arveprins Frederik af Anhalt-Dessau, og hans farfar var fyrst Leopold 3. af Anhalt-Dessau, der herskede over det lille fyrstendømme i det centrale Tyskland. Hans mor var landgrevinde Amalie af Hessen-Homburg, datter af landgreve Frederik 5. af Hessen-Homburg. Han blev arveprins i 1814, da hans far, arveprins Frederik, døde.

### Regeringstid
Leopold blev hertug af Anhalt-Dessau, da farfaren Leopold 3. døde den 9. august 1817.
Under Martsrevolutionen blev han den 29. oktober 1848 tvunget til at udstede en forfatning. Den blev imidlertid trukket tilbage den 4. november 1849, og siden erstattet med en ny version i oktober 1859.
Den 27. november 1847 arvede han hertugdømmet Anhalt-Köthen fra sin slægtning, hertug Henrik af Anhalt-Köthen. Som følge af en traktat, der blev indgået med Anhalt-Bernburg in maj 1853, blev hans hertugdømmer sammenlagt under navnet Anhalt-Dessau-Köthen, da det virkede sandsynligt, at Leopold med tiden ville arve alle de anhaltske hertugdømmet. Da en anden af Leopolds slægtninge, hertug Alexander Karl af Anhalt-Bernburg døde den 19. august 1863, medførte det, at linjen Anhalt-Bernburg uddøde, og Leopold arvede dermed også dette hertugdømme. Den 30. august samme år antog han titlen "hertug af Anhalt".
Hertug Leopold 4. døde den 22. maj 1871 i Dessau. Han blev efterfulgt som hertug af sin søn Frederik 1.

## Ægteskab og børn
Leopold giftede sig den 18. april 1818 i Berlin med prinsesse Frederikke af Preussen, datter af prins Ludvig Karl af Preussen og Frederikke af Mecklenburg-Strelitz. De fik fire børn:
- Auguste (1819-1822)
- Agnes (1824–1897)

∞ 1853 Ernst 1. af Sachsen-Altenburg (1826-1908)
- Frederik 1. (1831-1904) - hertug af Anhalt

∞ 1854 Antoinette af Sachsen-Altenburg (1838-1908)
- Maria Anna (1837-1906)

∞ 1854 Frederik Karl af Preussen (1828-1885)

## Eksterne links
- Wikimedia Commons har flere filer relateret til Leopold 4. af Anhalt

| Leopold 4.Huset AskanienFødt: 1. oktober 1794 Død: 22. maj 1871 |                                            |                                                                            |
| Titler som regent                                               |                                            |                                                                            |
| Foregående: Leopold 3.                                          | Hertug af Anhalt-Dessau 1817 – 1853        | Efterfølgende: ingen (Anhalt-Dessau sammenlagt med Anhalt-Köthen)          |
| Foregående: Henrik                                              | Hertug af Anhalt-Köthen 1847 – 1853        | Efterfølgende: ingen (Anhalt-Dessau sammenlagt med Anhalt-Köthen)          |
| Foregående: ingen                                               | Hertug af Anhalt-Dessau-Köthen 1853 – 1863 | Efterfølgende: ingen (Anhalt-Dessau-Köthen sammenlagt med Anhalt-Bernburg) |
| Foregående: ingen                                               | Hertug af Anhalt 1863 – 1871               | Efterfølgende: Frederik 1.                                                 |